# Saturniinae

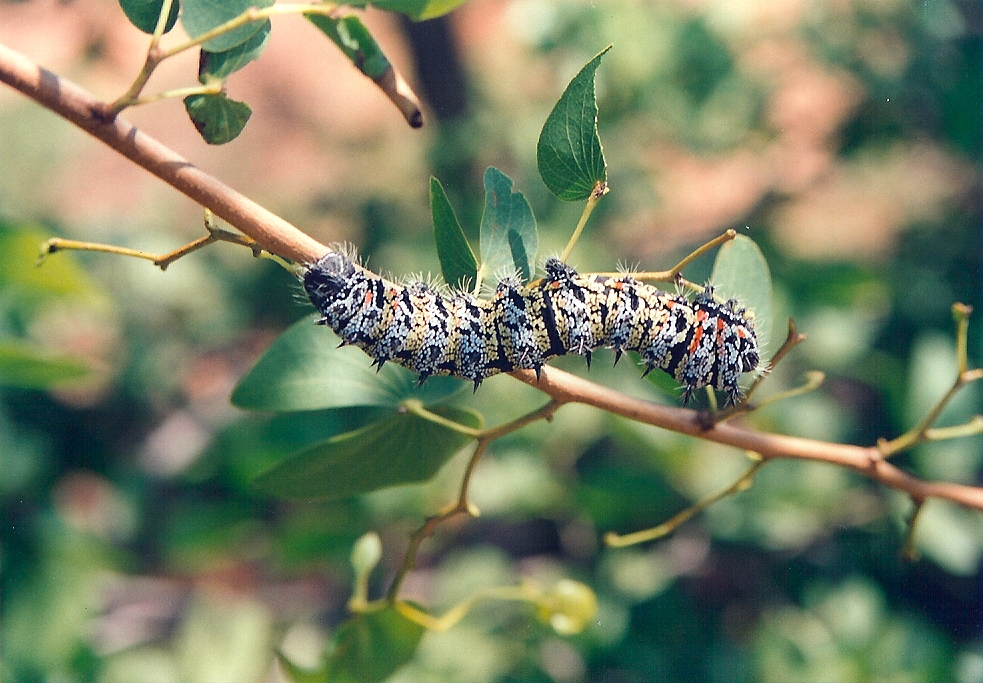
Oruga de Gonimbrasia belina (Bunaeini)

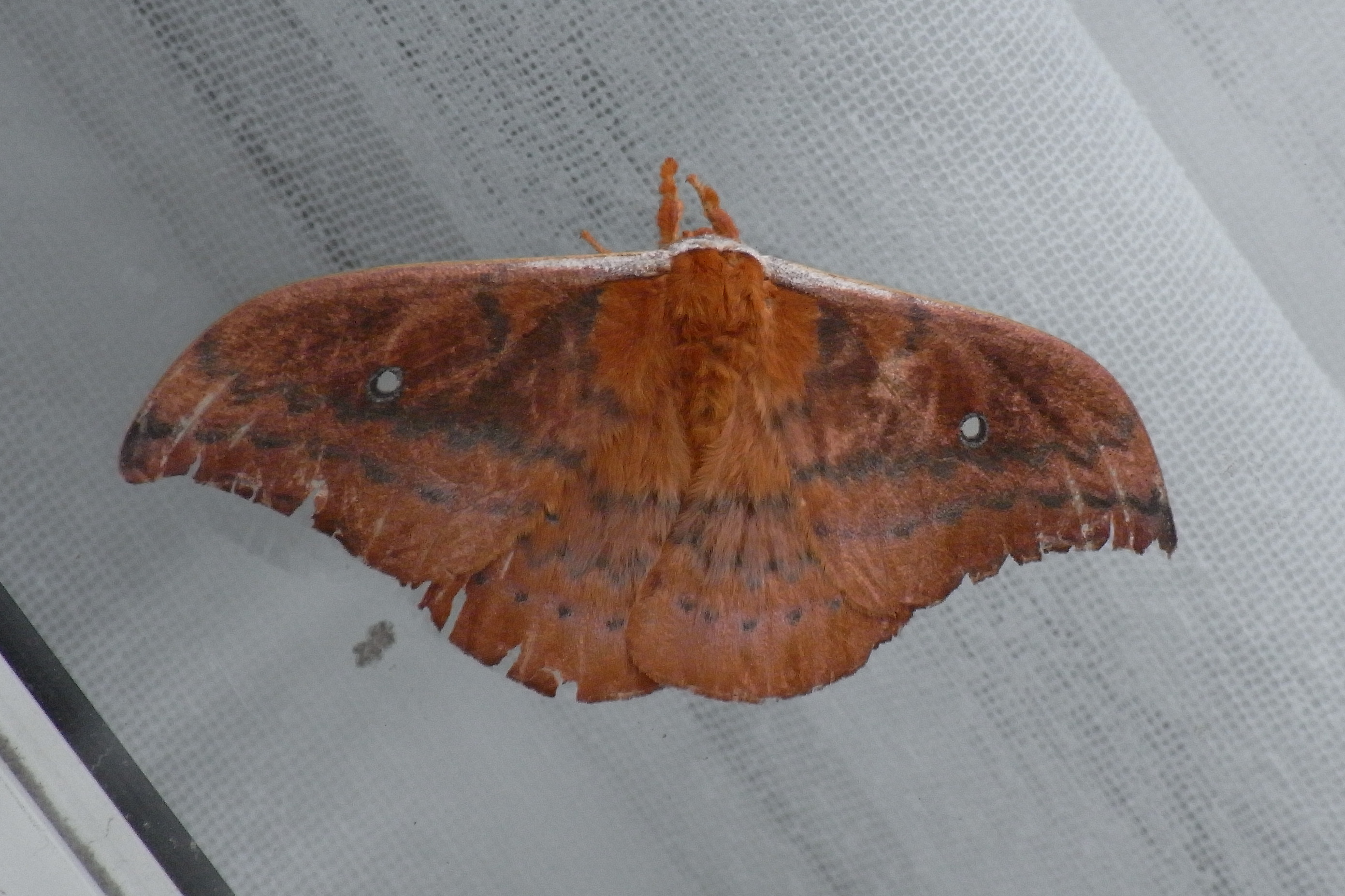
Syntherata janetta, Saturniini

Los saturninos (Saturniinae) son una subfamilia de lepidópteros ditrisios de la familia Saturniidae.
Son mariposas de tamaño grande y tienen una envergadura de alas que varía de los 7,5 cm hasta los 15 cm. Los adultos viven de 5 a 12 días y no se alimentan, sus piezas bucales están atrofiadas. La seda de varias especies se usa en algunas sociedades; también se las usa como alimento.

## Géneros
Hay alrededor de 169 géneros. Lista incompleta
Tribu Saturniini
- Actias
- Agapema
- Antheraea
- Argema
- Copaxa
- Graellsia
- Saturnia

Tribu Attacini
- Attacus
- Callosamia
- Coscinocera
- Eupackardia
- Hyalophora
- Rothschildia
- Samia

Incertae sedis
- Archaeoattacus
- Coscinocera
- Cricula
- Lemaireia
- Loepa
- Neoris
- Opodiphthera
- Perisomena
- Syntherata

Tribu Bunaeini
- Athletes
  - Athletes ethra
  - Athletes gigas
- Aurivillius
  - Aurivillius aratus
  - Aurivillius triramis
- Bunaea
  - Bunaea alcinoe
- Bunaeopsis
  - Bunaeopsis oubie
- Cinabra
- Cirina
- Eochroa
- Gonimbrasia
  - Gonimbrasia belina
- Gynanisa
- Heniocha
- Imbrasia
- Leucopteryx
- Lobobunaea
- Melanocera
- Nudaurelia
- Protogynanisa
- Pseudimbrasia
- Pseudobunaea
- Rohaniella
- Ubaena

Tribu Micragonini
- Carnegia
- Decachorda
- Goodia
- Holocerina
- Ludia
- Micragone
- Orthogonioptilum
- Pseudoludia
- Vegetia

Tribu Urotini
- Antherina
- Antistathmoptera
- Eosia
- Eudaemonia
- Maltagorea
- Parusta
- Pselaphelia
- Pseudantheraea
- Pseudaphelia
- Sinobirma
- Tagoropsis
- Urota
- Usta